# Tapani Koivula
Tapani Koivula (sinh ngày 22 tháng 7 năm 1946) là nhà nghiên cứu UFO và nhà văn người Phần Lan.

## Nghề nghiệp chuyên môn
Koivula là kiến trúc sư được đào tạo và dành phần lớn đời mình để đem nghề nghiệp chuyên môn ra phục vụ thành phố Helsinki. Ông nghỉ hưu vào năm 2011.

## Nghiên cứu UFO và cận tâm lý học
Koivula vừa tự viết, vừa biên tập và dịch tài liệu về UFO và các hiện tượng huyền bí, cũng như tiểu thuyết về sự phát triển tâm linh, đồng thời làm các chương trình truyền hình và viết bài đăng trên tạp chí.
Theo Koivula, có đủ bằng chứng cho thấy một số UFO và thực thể điều khiển chúng mà nhân loại quan sát được là có thật và đúng là có sự tồn tại của người ngoài hành tinh từ ngoài không gian. Theo Koivula, UFO thông báo cho những người liên lạc với họ sự lo ngại về tình trạng ô nhiễm của Trái Đất. Koivula tin rằng một số vòng tròn đồng ruộng không phải do con người tạo ra. Ngoài ra, theo ý kiến của ông, các hiện tượng cận tâm lý học như khả năng nhìn từ xa, trải nghiệm ngoài cơ thể, trải nghiệm cận tử và thông linh đã đủ chứng minh rằng cuộc sống của con người vẫn tiếp tục sau khi chết.

## Tác phẩm
- Ufojen kosminen viesti. WSOY. 1988. ISBN 951-0-15079-7.
- Viestejä. Unio Mystica. 1996. ISBN 952-9586-47-7.
- Sininen huivi, Mediapinta 2006 ISBN 952-464-429-0
- Kampin enkeli ja salaiset tehtävät, KustannusHD, 2013
- Elannon portilla. Kertomus virkamiehen valaistumisesta. KustannusHD, 2014
- Aamutähti. Unikuvia nykyhetkestä, arjesta ja universumista. KustannusHD, 2016
- (ed.): Uforaportti 11–14 (Suomen Ufotutkijat 2004–2008)
- (ed.): Uforaportti 15–16 (Suomen Ufotutkijat 2009)
- Kosminen kosketus. Ufo Finland. 2013. ISBN 978-952-67713-2-8.